# Гай Скрибоній Куріон (претор 121 року до н. е.)
Гай Скрибоній Куріон (*Gaius Scribonius Curio бл. 155 до н. е.  —до 198 до н. е.) — державний діяч, видатний красномовець часів Римської республіки.

## Життєпис
Походив з плебейського роду Скрибоніїв, когномену Куріон. Син Гая Скрибонія Куріона та онук Гая Скрибонія Куріона, великого понтифіка. Народився близько 155 року до н. е. (або 154 чи 153 року до н. е.). такий висновок робиться дослідникам на основі відомості, що Куріон був однолітком Гая Семпронія Гракха. Здобув гарну освіту, виявив хист до красномовства.
Зумів першим з Скрибоніїв Куріонів зробити кар'єру, домігшись посади претора у 121 році до н. е. Підтримав виступив оптиматів проти Гая Гракха. Планував отримати посаду консула, але помер ще до того, як отримав право зайняти цю посаду.

## Красномовство
Цицерон називає його блискучим оратором. Він згадує промову Куріона за Сервія Фульвия Флакка, консула 135 року до н. е. про інцест й вказує, що за часів його дитинства вона вважалася зразком красномовства. Про цю йдеться більше ніяких відомостей, крім згадки Цицерона і його оцінки, зробленої вже з позиції досвідченого і зрілого оратора і теоретика красномовства.
Улюбленим прийомом Куріона був емоційний вплив на слухачів, робив екскурси загального характеру, що мали успіх при захисті.

## Родина
- Гай Скрибоній Куріон, консул 76 року до н. е.